# Juan Carlos Unzué Labiana
Juan Carlos Unzué Labiana (Pamplona, Navarra, 22 d'abril de 1967), més conegut com a Unzué, és un exporter de futbol navarrès que va militar en diversos equips de primera divisió de la Lliga Espanyola entre els anys 1986 i 2003. El seu germà, Eusebio Unzué, és director de diferents equips ciclistes.

## Trajectòria esportiva

### Com a jugador
Juan Carlos Unzué es formà a Tajonar, l'escola de futbol del CA Osasuna. Va debutar en el primer equip de l'Osasuna durant la temporada 1986-87, i va romandre dues temporades completes com a porter titular fins que la temporada 1988-89 es va incorporar al FC Barcelona, on va estar-s'hi dues temporades com a suplent d'Andoni Zubizarreta. Per exemple, va ser suplent en la final de la Recopa d'Europa de 1989, a Berna, que fou el primer trofeu de Johan Cruyff a la banqueta blaugrana i l'inici de l'èxit del “Dream Team”.
La temporada 1990-91 va ser fitxat pel Sevilla FC on va estar-s'hi fins a la temporada 1996-97 i on va disputar 222 partits de lliga en Primera divisió. La temporada 1997-98 va fitxar pel CD Tenerife, on va militar dues temporades més, sent fitxat després pel Reial Oviedo (temporada 1999-00). A Astúries, s'hi va estar dues temporades més. Finalment, va tornar a l'Osasuna (2001-02), on es va retirar el juny de 2003.
En total va disputar 318 partits de Lliga a Primera divisió: 56 amb l'Osasuna, 5 amb el Barça, 222 amb el Sevilla i 35 amb el Tenerife.

#### Selecció espanyola
Va sumar trenta-cinc internacionalitats amb els combinats espanyols Sub-18, Sub-19 i Sub-21. Va ser subcampió del món amb la selecció sub-20 a Rússia l'any 1985.

### Com a entrenador

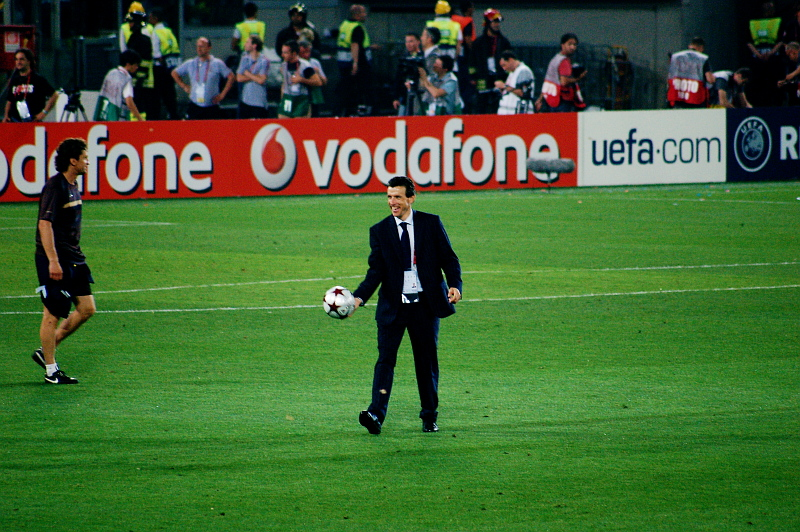
Unzué després de la victòria del Barça en la final de la Champions de 2009

Una vegada retirat, va passar a ser l'entrenador de porters del Futbol Club Barcelona quan en Frank Rijkaard va ser nomenat entrenador. Malgrat el canvi de l'holandès per Josep Guardiola al capdavant de la banqueta, Joan Carlos Unzué va mantenir el càrrec a l'equip.
L'estiu del 2010, Unzué va abandonar la disciplina del Barça per debutar com a entrenador del CD Numància, a la Segona divisió.
El 2014 va retornar al FC Barcelona com a segon entrenador, formant part de l'equip tècnic de Luis Enrique Martínez. Degut a la seva molt reeixida primera temporada com a segon entrenador, en què l'equip va guanyar la lliga 2014-15, la Copa 2014-15 i la Champions 2014-15, el Barça li va millorar i ampliar el contracte fins a 2017.
El 28 de maig de 2017, després de desvincular-se del Barça en deixar Luis Enrique el càrrec de primer entrenador, es va anunciar la seva incorporació com a primer entrenador de la primera plantilla del Celta de Vigo durant les següents dues temporades, en el que va ser el seu debut com a primer entrenador a Primera divisió.
El 19 de maig de 2018, després d'acabar en una decebedora 13a posició, Unzué va deixar el Celta de Vigo. El 13 de juny de 2019, després de més d'un any sense club, va signar contracte amb l'acabat de descendir de primera Girona FC, club del qual fou cessat el 21 d'octubre.

## Palmarès
Va guanyar amb el FC Barcelona la Recopa d'Europa de la temporada 1988-89 i la Copa del Rei el 1990. Amb el Sevilla va participar en dues ocasions en la Copa de la UEFA: en la temporada 1990-91 va arribar als setzens de final i fins a vuitens en la temporada 1995-96.

## Unzué i l'ELA
L'estiu de 2020, Unzué va ser diagnosticat d'esclerosi lateral amiotròfica (ELA), una malaltia neurodegenerativa minoritària. Ell mateix va anunciar, en una roda de premsa, que havia finalitzat la seva etapa d'entrenador i que començaria a fer activisme per fer més visible aquesta malaltia i captar fons per a la recerca per tal que en el futur s'hi pugui descobrir un tractament eficaç.
El gener de 2021 va participar en la presentació, a l'Hospital de Sant Pau de Barcelona, del documental dirigit per la periodista Mónica Marchante Vivir valELA pena, que el mateix Unzué va protagonitzar.
El 24 d'agost de 2022 el Futbol Club Barcelona i el Manchester City van disputar un partit amistós al Camp Nou per tal de recaptar fons per a la recerca sobre l'ELA. La celebració d'aquest partit, al qual van assistir més 90.000 espectadors, va ser impulsada per Unzué, que hi va participar com a mestre de cerimònies. El partit va acabar amb un empat: 3-3.
El 3 de maig de 2023 es va presentar, a Barcelona, el documental Unzué. L'últim equip del Juancar, produït per TV3, dirigit per Xavier Torras i protagonitzar pel mateix Unzué. El documental mostra l'evolució de la malaltia des que Unzué va fer públic que patia ELA i com l'han afrontada ell i la seva família.